# Paul Ellison
Paul Ellison (nacido el 17 de octubre de 1941), contrabajista coprincipal en los Festivales de Aspen y Grand Teton, es Profesor de Contrabajo en la Shepherd School of Music de la Universidad de Rice. Sus diversas actividades internacionales abarcan la música de cámara, interpretaciones con instrumentos de época y actuaciones a solo y dúo, así como talleres y clases magistrales. 
Ellison ha ocupado los puestos de primer contrabajo en la Orquesta Sinfónica de Houston durante veintitrés años, en la Ópera de Santa Fe varios años, y ha sido catedrático de cuerda en la Universidad de California del Sur durante siete años. Estuvo de residente en la National Academy of Music de Australia en Melbourne como artista invitado y como miembro facultativo. 
Ellison y su mujer, la oboísta Linda Gilbert, a menudo comparten escenario interpretando dúos escritos para ellos. Posee el primer Diploma y Teaching Certificate otorgado por el Instituto Rabbath de París y actualmente es presidente de la Sociedad Internacional de Contrabajistas.